# Kristina Teachout
Pour les articles homonymes, voir Teachout.
Kristina Teachout est une taekwondoïste américaine née le 13 septembre 2005 à Palm Bay, en Floride. Elle a remporté une médaille de bronze des moins de 67 kg aux Jeux olympiques d'été de 2024, organisés à Paris.